# Maharlika
Os maharlika (Baybayin pré-virama: ᜋᜑᜎᜒᜃ que significa homem livre ou liberto) eram a classe guerreira feudal na antiga sociedade tagalo em Luzon, Filipinas. Eles pertenciam à classe nobre inferior, semelhante aos timawa do povo visaya. No filipino moderno, no entanto, a palavra passou a se referir aos aristocratas ou à nobreza real, que na verdade era restrita à classe hereditária maginoo.